# Boughton Monchelsea
Boughton Monchelsea är en ort och civil parish i grevskapet Kent i sydöstra England. Orten ligger i distriktet Maidstone, cirka 5 kilometer söder om Maidstone. Civil parishen hade 5 125 invånare vid folkräkningen år 2021.